# Retinoschisis
Die Retinoschisis (von altgriechisch σχίσμα schisma, deutsch ‚Spaltung‘) ist eine Spaltung der Netzhaut (Retina) in zwei Schichten mit Schichtrupturen, und zumeist beiderseitigen Netzhautdefekten (durchlöcherte, gefäßhaltige Membranbildungen).
Die Erstbeschreibung stammt aus dem Jahre 1898 durch den österreichischen Augenarzt J. Haas.
Der Begriff „Retinoschisis“ wurde im Jahre 1953 von G. M. Jaeger vorgeschlagen.

## Einteilung
Die Retinoschisis kann isoliert (primär) oder erworben im Rahmen anderer Augenerkrankungen auftreten.
Folgende Einteilung ist gebräuchlich:
- Angeborene Formen:
  - X-chromosomale Retinoschisis (XLRS) Die seltene Form der juvenilen (angeborenen) Retinoschisis ist an das X-Chromosom gebunden und wird rezessiv vererbt. Sie ist eine genetische Augenkrankheit männlicher Patienten mit Verlust der Sehkraft durch juvenile Makuladegeneration und führt oft schon beim Kind zu starken Sehbehinderungen und kann bis zur Erblindung führen.[6]
  - Im Rahmen von Syndromen kann eine Retinoschisis auftreten beim Goldmann-Favre-Syndrom (Retinoschisis mit früher Nyktalopie)[7] sowie bei der extrem seltenen familiären fovealen Retinoschisis, einer autosomal-rezessiv vererbbaren Makuladystrophie.[2][8]
- Erworbene Formen:
  - Als senile Form der Retinoschisis bezeichnet man die mit dem Alter erworbene Form der Netzhautspaltung.[9] Beide Geschlechter sind gleichermaßen betroffen[10][11], die Häufigkeit liegt bei 4–5 % bei 60- bis 80-Jährigen. Weitsichtigkeit besteht bei etwa 70 %. In der Hälfte ist der temporal untere Quadrant verändert. In 60 % sind beide Augen erkrankt. Es kann eine typische und eine wesentlich seltenere retikuläre Form unterschieden werden, je nach genauer Lage der Spaltung.[2]
  - Auch bei Erkrankungen, die zu (narbigem) Zug an der Retina führen, ist eine Retinoschisis möglich beispielsweise bei diabetischer Retinopathie, beim Vitreomakulärem Traktionssyndrom[12][13] sowie den Anfangsstadien des Makulaforamens.[14]
  - Beim Schütteltrauma wurden (hämorrhagische) Spaltbildungen am Gelben Fleck beobachtet.[2]

## Klinische Erscheinungen
Die Erkrankung kann asymptomatisch verlaufen, oder es finden sich eine verminderte Sehschärfe und Gesichtsfeldausfälle. Selten kommt es zu Netzhautablösung und Glaskörperblutung. Oft handelt es sich um einen Zufallsbefund bei einer Routineuntersuchung.

## Diagnostik
Die Diagnose erfolgt durch augenärztliche Untersuchung und durch Optische Kohärenztomografie.
Abzugrenzen sind die Netzhautablösung sowie die Retinopathia pigmentosa.

## Therapie
Bei stabilem Befund genügt eine Verlaufskontrolle. Tritt eine Netzhautablösung auf, muss diese operativ behandelt werden. Komplikationen werden symptomatisch behandelt, bei Übergang in progrediente Ablatio retinae ist eine OP erforderlich.
Als Behandlung wurden früher Laser- und Kryotherapie eingesetzt, um ein Fortschreiten der Krankheit zu verhindern. Von der früher geübten Laserbehandlung ist man inzwischen wieder abgekommen, da sie ein Fortschreiten nicht verhindern kann.